# Daniel Ortega Martínez
Daniel Ortega Martínez (Fuentecén, 1898 - Cádiz, 7 de agosto de 1941) fue un político y médico español. Miembro del Partido Comunista de España (PCE) , fue diputado durante el periodo de la Segunda República.

## Biografía

### Carrera política
Nació en la pequeña localidad de Fuentecén, en la provincia de Burgos, en 1898.
Su trayectoria política comienza en 1921 cuando se une al recién fundado Partido Comunista de España. En 1927, tras cursar parte de la carrera de Medicina en Cádiz, se traslada a El Puerto de Santa María para ejercer su profesión de médico. En esta ciudad desarrollará una intensa actividad política fundando la primera célula comunista en la localidad junto a Ramón Mila, Alfonso Manzaneque y Juan Gandulla. A esta célula se uniría años más tarde otro ilustre comunista portuense: Juan Guilloto León. Además fue uno de los principales impulsores de la organización del Partido Comunista de España en la provincia de Cádiz, jugando el mismo papel en la construcción de la CGTU (Confederación General del Trabajo Unitaria) primero y en la UGT después, tras la integración en esta de la CGTU. También fue uno de los impulsores del Socorro Rojo Internacional en la provincia de Cádiz.
Esta intensa actividad política le llevó hasta el Comité Central del PCE, órgano en el que entraría en marzo de 1932.
En las elecciones celebradas en febrero de 1936 formó parte de la candidatura del Frente Popular, convirtiéndose en el primer diputado del Partido Comunista de España en la historia de la provincia de Cádiz. Anteriormente había sido candidato por este partido a las elecciones constituyentes de junio de 1931 —por la provincia de Córdoba—, y lo fue también en las elecciones legislativas de noviembre de 1933.
Ortega fue el primer diputado que propuso la creación de un seguridad social para el conjunto de la población del estado.

### Guerra civil
Con el estallido de la Guerra Civil Daniel Ortega se trasladó a Madrid, donde actuó como consejero civil del Estado Mayor Central del Ejército, desde el día 20 del mes de octubre, y como responsable de la Subsección de Intendencia y comisario del Quinto Regimiento. Considerado uno de los fundadores del «Quinto Regimiento», Ortega fue uno sus principales dirigentes. El 29 de julio de 1938 fue nombrado mayor de Infantería –con antigüedad desde el 31 de diciembre de 1936- y el 30 de septiembre de ese año fue ascendido a coronel. Desempeñó la Jefatura de los Servicios de Madrid, ciudad en la que permaneció hasta el final de la guerra, en el cuartel del general Casado, donde fue detenido. Los franquistas le habrían detenido en el puerto de Alicante, hacia el final de la contienda.
Trasladado a Cádiz, fue condenado a muerte y fusilado el 7 de agosto de 1941.